# 阿格里科拉 (密西西比州)
阿格里科拉（英語：Agricola）是位於美國密西西比州喬治縣的普查規定居民點。

## 歷史
阿格里科拉的郵局於1909年設立，其後於1964年停運。

## 人口
根據2020年美國人口普查的數據，阿格里科拉的面積為3.89平方千米，當中陸地面積為3.87平方千米，而水域面積為0.01平方千米。當地共有人口346人，而人口密度為每平方千米88.95人。